# Henni Purk
Henni Purk (født, Kasper Iwaniec Hindsgavl d. 24 juni 1992) er en dansk rapper med polske rødder. 
Henni har rappet og skrevet tekster siden 2012. Han laver musik i samarbejde med sin producer Nick Vanelli. Han udgav sin første single "Indebrændt" i foråret 2014 efterfulgt af hans første EP "Hugtænder". 
I foråret 2016 udgav Henni Purk sin anden EP "Rusten Glorie".

## Diskografi

### EP'er
| Titel         | Album detaljer                                                     | Højeste placering |
| Titel         | Album detaljer                                                     | Danmark           |
| ------------- | ------------------------------------------------------------------ | ----------------- |
| Hugtænder     | - Udgivet: 14. november 2014 - Selskab: Syd Lyd - Format: Download | —                 |
| Rusten Glorie | - Udgivet: 3. maj 2016 - Selskab: Syd Lyd - Format: Download       | —                 |

### Singler
| År   | Titel                                         | Højeste placering | Certificering |
| År   | Titel                                         | Danmark           | Certificering |
| ---- | --------------------------------------------- | ----------------- | ------------- |
| 2014 | "Indebrændt" (feat. Ham VolKan)               | —                 |               |
| 2014 | "Hugtænder" (feat. Nick Vanelli & Ham VolKan) | —                 |               |
| 2016 | "Imorgen"                                     | —                 |               |
| 2017 | "Demoen"                                      | —                 |               |
| 2017 | "En Vane"                                     | —                 |               |

## Eksterne links
- Henni Purk på YouTube